# Robert R. Allardice

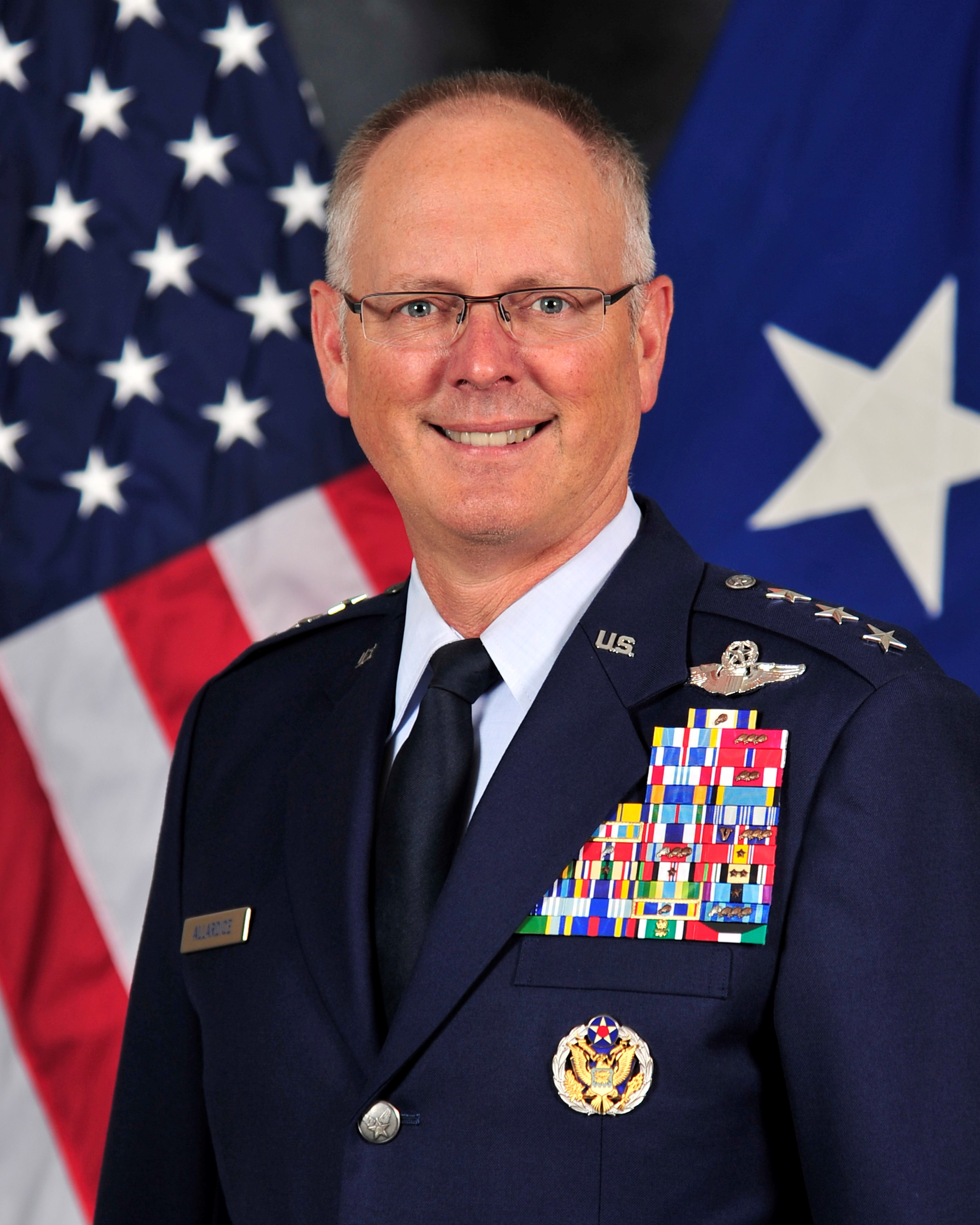
Robert R. Allardice (2013)

Robert Ray Allardice (* um 1958) ist ein pensionierter Generalleutnant der United States Air Force. Er war unter anderem Kommandeur der 18. Luftflotte.
Im Jahr 1980 absolvierte er die United States Air Force Academy in Colorado Springs. Nach seiner Graduation wurde er als Leutnant in das Offizierskorps der Air Force aufgenommen. In der Folge durchlief er alle Offiziersgrade vom Leutnant bis zum Drei-Sterne-General.
Im Lauf seiner militärischen Karriere absolvierte er verschiedene Kurse und Schulungen. Dazu gehörten unter anderem eine Ausbildung zum Kampfpiloten und weitere Fortbildungskurse als Pilot neuer Flugzeugtypen; die Squadron Officer School auf der Maxwell Air Force Base in Alabama; das Air Command and Staff College; das Air War College, beide ebenfalls auf der Maxwell AFB. Außerdem erhielt er akademische Grade von der University of Southern California und der Harvard Kennedy School.
In seinen frühen Jahren als Offizier der Luftwaffe war er auf verschiedenen Stützpunkten in den Vereinigten Staaten stationiert. Dabei war er als Pilot, Flugausbilder oder Stabsoffizier bei unterschiedlichen Einheiten tätig. Dazwischen absolvierte er die erwähnten Schulungen. Als Stabsoffizier war er unter anderem im Hauptquartier der Air Force tätig. Zwischen September 1990 und Juli 1992 gehörte er der Stabsabteilung für Operationen im Hauptquartier von EUCOM in Stuttgart an. Später war er im Irakkrieg und im Krieg in Afghanistan eingesetzt. Im Jahr 2001 leitete er in Afghanistan die größte Fallschirmspringeraktion seit der Operation Overlord im Zweiten Weltkrieg. Im Irak kommandierte er Fallschirmlandungen des 173rd Airborne Brigade Combat Teams der United States Army, die zur Eroberung größerer Gebiete im Norden des Iraks führten.
Zwischen Mai 2000 und Juni 2002 kommandierte Robert Allardice auf der Charleston Air Force Base in South Carolina die 437th Operations Group. Zwischenzeitlich war er in die oben erwähnten Kriegsgebiete versetzt. Es folgte eine Versetzung zur McChord Air Force Base im Bundesstaat Washington. Dort kommandierte er zwischen Juni 2002 und Juni 2004 das 62. Transportgeschwader (62nd Airlift Wing).
Sein nächster Auftrag führte ihn zur Wright-Patterson Air Force Base in Ohio. Zwischen Juni 2004 und Oktober 2005 war er dort als Director of Personnel Leiter der Stabsabteilung für Personal beim Air Force Materiel Command. Anschließend gehörte er bis zum März 2007 dem Stab des Hauptquartiers der Air Force an. Als Nächstes wurde er nach Bagdad im Irak versetzt. Zwischen März 2007 und März 2008 kommandierte er dort Luftwaffenverbände der Multinationalen Einsatzkräfte (Commander Coalition Air Force Transition Team).
Daran schloss sich eine Versetzung auf die MacDill Air Force Base in Florida an. Als Director, Strategy, Plans and Policy gehörte Allardice zwischen April 2008 und Juli 2009 dem Stab des United States Central Commands an. Im August 2009 übernahm er als Nachfolger von Winfield W. Scott III das Kommando über die 18. Luftflotte. Dieses Amt bekleidete er bis zum September 2011, als er von Mark F. Ramsay abgelöst wurde. Sein letzter militärischer Auftrag führte Robert Ray Allardice zur Scott Air Force Base in Illinois. Dort war er ab September 2011 bis zu seiner Pensionierung im Jahr 2013 stellvertretender Kommandeur des Air Mobility Commands (AMC).
Während seiner aktiven Zeit als Militärpilot absolvierte er über 5000 Flugstunden auf verschiedenen Flugzeugtypen.
Nach seiner Pensionierung gründete er im Jahr 2013 die Firma Allardice Enterprises, Inc. Zwischenzeitlich war er unter anderem als Zivilist für die Stabsabteilung J7 der Joint Chiefs of Staff tätig.

## Daten der Beförderungen
| Abzeichen | Rang               | Jahr              |
| --------- | ------------------ | ----------------- |
|           | Second Lieutenant  | 28. Mai 1980      |
|           | First Lieutenant   | 28. Mai 1982      |
|           | Captain            | 28. Mai 1984      |
|           | Major              | 1. Oktober 1991   |
|           | Lieutenant Colonel | 1. März 1994      |
|           | Colonel            | 1. September 1998 |
|           | Brigadier General  | 1. Oktober 2005   |
|           | Major General      | 25. Februar 2008  |
|           | Lieutenant General | 19. August 2009   |

## Orden und Auszeichnungen
Robert Allardice erhielt im Lauf seiner militärischen Laufbahn unter anderem folgende Auszeichnungen:
- Air Force Distinguished Service Medal
- Defense Superior Service Medal
- Legion of Merit
- Bronze Star Medal
- Distinguished Flying Cross
- Defense Meritorious Service Medal
- Meritorious Service Medal
- Air Medal